# Streaming SIMD Extensions

Nowe rejestry SSE

SSE (ang. Streaming SIMD Extensions) jest nazwą zestawu instrukcji wprowadzonego w 1999 roku po raz pierwszy w procesorach Pentium III firmy Intel. SSE daje przede wszystkim możliwość wykonywania działań zmiennoprzecinkowych na 4-elementowych wektorach liczb pojedynczej precyzji (48 rozkazów). Ponadto wprowadzono jedenaście nowych rozkazów stałoprzecinkowych w zestawie MMX, a także dano możliwość wskazywania, które dane powinny znaleźć się w pamięci podręcznej.
SSE to również zmiany w architekturze procesora: dodano 8 rejestrów XMM o rozmiarze 128 bitów oraz 32-bitowy rejestr kontrolny MXCSR; w 64-bitowych wersjach procesorów (AMD64, EM64T) dostępne jest jeszcze 8 dodatkowych rejestrów XMM. Rejestry 128-bitowe, na zawartości których wykonywana jest większość rozkazów SSE (nazywane w asemblerze xmm0, xmm1, ..., xmm15), stanowią zupełnie odrębne komórki pamięci – w odróżnieniu od rejestrów MMX nie zostały zamapowane na inne rejestry.

## Typy danych
SSE wprowadza nowy typ danych: 4-elementowy wektor liczb zmiennoprzecinkowych pojedynczej precyzji (ang. 128-bit packed single-precision floating-point); liczba zmiennoprzecinkowa ma rozmiar 32 bitów. Poza tym wykorzystuje typy wektorowe zdefiniowane w MMX.
Rozkazy SSE mogą wykonywać działania arytmetyczne na wektorach liczb zmiennoprzecinkowych na dwa sposoby:
1. packed (równoległe) – wykonując równocześnie 4 niezależne działania zmiennoprzecinkowe na odpowiadających sobie elementach wektorów;
2. scalar (skalarne) – wykonując działanie tylko na pierwszych elementach wektorów.

Przykład – mnożenie dwóch wektorów (rozkazem MULPS xmm0, xmm1):
```
+-------+-------+-------+-------+
|   x3  |   x2  |   x1  |   x0  | xmm0
+-------+-------+-------+-------+
    *       *       *       *
+-------+-------+-------+-------+
|   y3  |   y2  |   y1  |   y0  | xmm1
+-------+-------+-------+-------+
    =       =       =       =
+-------+-------+-------+-------+
| x3*y3 | x2*y2 | x1*y1 | x0*y0 | xmm0
+-------+-------+-------+-------+
```

Przykład – mnożenie pierwszych elementów wektorów (rozkazem MULSS xmm0, xmm1):
```
+-------+-------+-------+-------+
|   x3  |   x2  |   x1  |   x0  | xmm0
+-------+-------+-------+-------+
                            *
+-------+-------+-------+-------+
|   y3  |   y2  |   y1  |   y0  | xmm1
+-------+-------+-------+-------+
    =       =       =       =
+-------+-------+-------+-------+
|   x3  |   x2  |   x1  | x0*y0 | xmm0
+-------+-------+-------+-------+
```

## Mnemoniki rozkazów
Mnemoniki instrukcji SSE działających na wektorach liczb całkowitych zostały wybrane zgodnie z konwencję wprowadzoną w MMX – nazwy zaczynają się najczęściej od litery P.
Dla nazw instrukcji działających na liczbach zmiennoprzecinkowych nie wprowadzono żadnego prefiksu; jednak podobnie jak w MMX sufiks nazwy określa typ:
- PS (packed single) – działanie na wektorach,
- SS (scalar single) – działanie na skalarach.

Ponadto jeśli rozkazy działają na połówkach rejestrów XMM (tj. albo odnoszą się do bitów 0..63, albo 64..127), w mnemonikach rozkazu występuje litera – odpowiednio – L albo H, od angielskich słów low („niski”) i high („wysoki”).

## Działania zmiennoprzecinkowe
SSE jest zgodne ze standardem IEEE-754. Możliwe jest jednak włączenie pewnych niestandardowych cech, które w niektórych przypadkach przyspieszają obliczenia.

### Działania arytmetyczne
- dodawanie (ADDPS, ADDSS)
- odejmowanie (SUBPS, SUBSS)
- mnożenie (MULPS, MULSS)
- dzielenie (DIVPS, DIVSS)
- przybliżenie odwrotności (1/x) (RCPPS, RCPSS)
- pierwiastek kwadratowy (SQRTPS, SQRTSS)
- przybliżenie odwrotności pierwiastka kwadratowego (RSQRTPS, RSQRTSS)
- wyznaczenie minimalnej wartości (MINPS, MINSS)
- wyznaczenie maksymalnej wartości (MAXPS, MAXSS)

### Działania logiczne
Działania logiczne są wykonywane na poziomie bitów, nie na liczbach zmiennoprzecinkowych:
- suma (ORPS);
- iloczyn (ANDPS);
- iloczyn z negacją (ANDNPS) – jeden z operandów jest negowany przed obliczeniem iloczynu;
- różnica symetryczna (XORPS).

### Porównania
Porównania w SSE są dwojakiego rodzaju:
1. Modyfikujące rejestr SSE w sposób analogiczny jak w MMX
2. Modyfikujące rejestr flag

Ad. 1. Modyfikujące rejestr SSE w sposób analogiczny jak w MMX: dla tych elementów, dla których wynik porównania jest prawdziwy wszystkie bity w rejestrze docelowym są ustawiane, gdy nieprawdziwy – zerowane. Ten sposób porównania może być zastosowany zarówno dla wektorów (rozkaz CMPPS), jak i skalarów (rozkaz CMPSS).
Przykład testowania, czy liczby są różne (rozkaz CMPNEQPS xmm0, xmm1):
```
 +---------+---------+---------+---------+
 |   1.0   |  -5.3   |   16.5  |   17.2  | xmm0
 +---------+---------+---------+---------+
      ≠         ≠         ≠         ≠
 +---------+---------+---------+---------+
 |   7.0   |  -5.3   |   16.5  |   17.3  | xmm1
 +---------+---------+---------+---------+
      =         =         =         =
 +---------+---------+---------+---------+
 |111..1111|000..0000|000..0000|111..1111| xmm0
 +---------+---------+---------+---------+

```

Można testować 8 różnych relacji:
- równy,
- mniejszy,
- mniejszy lub równy,
- różny,
- większy,
- większy lub równy,
- ang. unordered[2].
- ang. orderded (odwrotność unordered).

Ad. 2. Modyfikujące rejestr flag, dzięki czemu można sterować przepływem sterowania za pomocą rozkazów skoku warunkowego; rozpoznawane są 4 różne relacje liczb: mniejszy, większy, równy oraz unordered. Ten sposób porównania może być stosowany tylko do skalarów, przy czym dostępne są dwa rozkazy: COMISS – sygnalizujący błąd gdy wystąpi nieprawidłowa liczba zmiennoprzecinkowa QNaN lub SNaN oraz UCOMISS – sygnalizująca błąd tylko w przypadku SNaN.

### Konwersje pomiędzy liczbami całkowitymi i zmiennoprzecinkowymi
| # | typ źródłowy                    | typ docelowy                    | instrukcja |
| - | ------------------------------- | ------------------------------- | ---------- |
| 1 | liczba całkowita                | liczba zmiennoprzecinkowa       | CVTSI2SS   |
| 2 | para liczb całkowitych          | para liczb zmiennoprzecinkowych | CVTPI2PS   |
| 3 | liczba zmiennoprzecinkowa       | liczba całkowita                | CVTSS2SI   |
| 4 | liczba zmiennoprzecinkowa       | liczba całkowita                | CVTTPS2PI  |
| 5 | para liczb zmiennoprzecinkowych | para liczb całkowitych          | CVTPS2PI   |
| 6 | para liczb zmiennoprzecinkowych | para liczb całkowitych          | CVTTPS2PI  |

Uwagi:
- Liczby całkowita, tj. 32-bitowe liczby ze znakiem
- Metoda zaokrąglania w większości rozkazów jest ustawiana w rejestrze kontrolnym MXCSR, wyjątkiem są rozkazy CVTTPS2PI i CVTTSS2SI dla których zawsze trybem zaokrąglanie jest ucinanie (ang. chop, truncate).
- Wyniki zapisywane są do najmłodszego albo dwóch najmłodszych elementów wektora docelowego, zaś pozostałe elementy nie są zmieniane.

### Rozmieszczenie elementów w wektorze
Rozkazy SHUFPS, UNPCKLPS, UNPCKHPS umożliwiają różnorakie rozmieszczenie („wymieszanie”) elementów, np. odwrócenie kolejności elementów w wektorze.

#### UNPCKLPS, UNPCKHPS
Rozkazy ustawia na przemian 2 elementy z obu wektorów. UNPCKLPS bierze dwa młodsze elementy (tj. o indeksach 0 i 1), natomiast UNPCKHPS dwa starsze (indeksy 2 i 3). Rozkaz UNPCKLPS xmm1, xmm2 wykonuje:
```
temp[0] := xmm1[0]
temp[1] := xmm2[0]
temp[2] := xmm1[1]
temp[3] := xmm2[1]
xmm1 := temp
```

zaś UNPCKHPS xmm1, xmm2
```
temp[0] := xmm1[2]
temp[1] := xmm2[2]
temp[2] := xmm1[3]
temp[3] := xmm2[3]
xmm1 := temp
```

Np.
```
           3     2     1     0
        +-----+-----+-----+-----+
 xmm1 = |  d  |  c  |  b  |  a  |
        +-----+-----+-----+-----+
        
        +-----+-----+-----+-----+
 xmm2 = |  h  |  g  |  f  |  e  |
        +-----+-----+-----+-----+
```

Wynik UNPCKLPS:
```
        +-----+-----+-----+-----+
 xmm1 = |  f  |  b  |  e  |  a  |
        +-----+-----+-----+-----+
```

Wynik UNPCKHPS:
```
        +-----+-----+-----+-----+
 xmm1 = |  h  |  d  |  g  |  c  |
        +-----+-----+-----+-----+
```

#### SHUFPS
Rozkaz bardziej ogólny niż UNPCKxPS, umożliwia wskazanie dowolnych indeksów z wektorów źródłowych za pomocą trzeciego argumentu (stałej natychmiastowej), w którym na każdych kolejnych dwóch bitach zapisane są 4 indeksy. Rozkazowi SHUFPS xmm1, xmm2, imm8 odpowiada:
```
{ pobranie indeksów }
index1_0 := (imm8 AND 00000011b)
index1_1 := (imm8 AND 00001100b) SHR 2
index2_0 := (imm8 AND 00110000b) SHR 4
index2_1 := (imm8 AND 11000000b) SHR 6

{ rozmieszczenie elementów }
temp[0] := xmm1[index1_0]
temp[1] := xmm1[index1_1]
temp[2] := xmm2[index2_0]
temp[3] := xmm2[index2_1]
xmm1 := temp
```

## MXCSR – rejestr kontrolny/statusu
Rejestr MXCSR przechowuje:
1. Ustawienia operacji zmiennoprzecinkowych:
  - sposób zaokrąglanie wyniku:
    - do najbliższej liczby całkowitej
    - zaokrąglanie w stronę plus nieskończoności
    - zaokrąglanie w stronę minus nieskończoności
    - ucinanie (zaokrąglanie w stronę zera)

  - flaga flush-to-zero – jeśli ustawiona w przypadku niedomiaru zamiast zgłaszania wyjątku, zapisywana jest liczba zero; działanie nie jest zgodne ze standardem, ale powoduje przyspieszenie programów
2. Maski włączające zgłaszanie wyjątków przy błędach; wykrywane błędy:
  - niewłaściwe argumenty (np. pierwiastkowanie ujemnej liczby),
  - dzielenie przez zero,
  - nadmiar (wynik jest zbyt duży),
  - niedomiar (wynikiem jest liczba nie znormalizowana),
  - niedokładny wynik (wynik nie może być dokładnie reprezentowany).
3. Flagi wskazujące rodzaj błędu – ustawiane automatycznie przez procesor, niezależnie od tego, czy dany błąd jest zgłaszany, czy nie; muszą zostać wyzerowane programowo (zwykle w procedurze obsługi wyjątków SSE).

## Przesłania liczb zmiennoprzecinkowych między rejestrami i pamięcią
Rozkazy działają na wektorach liczb zmiennoprzecinkowych (4 elementy).

### MOVAPS, MOVUPS
Przesłanie 4 liczb zmiennoprzecinkowych pomiędzy rejestrem XMM a pamięcią lub innym rejestrem XMM:
- MOVAPS – wymaga, by adres pamięci był wyrównany do granicy 16 bajtów, tj. jego 4 najmłodsze bity muszą być równe zero – w przeciwnym przypadku zgłaszany jest błąd.
- MOVUPS – nie nakłada takich ograniczeń, ale odczyt danych niewyrównanych jest zwykle wolniejszy.

### MOVSS
Przesłanie jednej liczby zmiennoprzecinkowej pomiędzy rejestrem XMM a pamięcią lub innym rejestrem XMM. Rozkaz działa na elemencie 0 rejestrów XMM: przy przesłaniach z rejestru do rejestru tylko on jest zmieniany, przy przesłaniu z pamięci do rejestru zerowane są pozostałe elementy.

### MOVLPS, MOVHPS
Przesłanie 2 liczb zmiennoprzecinkowych pomiędzy rejestrem XMM i pamięcią. Rozkaz MOVLPS działa na elementach 0 i 1 rejestru XMM, natomiast MOVHPS na elementach 2 i 3.

### MOVLHPS, MOVHLPS
Przesłanie między rejestrami 64-bitów (2 liczb zmiennoprzecinkowych)
- MOVLHPS – zapisanie elementów 0 i 1 rejestru źródłowego na pozycjach 2 i 3 rejestru docelowego;
- MOVHLPS – zapisanie elementów 2 i 3 rejestru źródłowego na pozycjach 0 i 1 rejestru docelowego.

### MOVMSKPS
Utworzenie 4-bitowej maski z najstarszych bitów każdej z liczb (tj. z bitów znaku) i zapisanie jej do rejestru ogólnego przeznaczenia x86 (EAX, EBX itd.).

## Pamięć podręczna
W SSE dostępne są trzy grupy rozkazów odnoszące się do pamięci podręcznej.

### Pobranie danych „bliżej” procesora
Rozkazy PREFETCH (PREFETCHT0, PREFETCHT1, PREFETCHT2, PREFETCHNTA) są rodzajami podpowiedzi (ang. hint) dla procesora, wskazującymi, że obszar pamięci powinien znaleźć się wyżej w hierarchii pamięci podręcznej: poziom 1 znajduje się najbliżej procesora, poziom 2 dalej itd. Im „bliżej” procesora znajdują się dane, tym mniejszy jest czas oczekiwania na nie; np. jeśli dane są już w pamięci podręcznej pierwszego poziomu, prawie w ogóle nie trzeba czekać, w przeciwnym razie czas oczekiwania może wynieść kilkanaście, a nawet kilkadziesiąt lub kilkaset cykli maszynowych.
Programista czy kompilator wie lepiej kiedy i które dane wykorzystuje – za pomocą rozkazów PREFETCH może odpowiednio wcześniej powiadomić procesor o zapotrzebowaniu i uniknąć tym samym oczekiwania, kiedy dane będą już potrzebne.
Należy zauważyć, że procesor może owych „podpowiedzi” w ogóle nie uwzględnić.

### Trwały zapis (ang.non-temporal)
Pamięć podręczna służy m.in. do szybkiego sięgania po ostatnio zapisane informacje. Jednak zauważono, że pewnych przypadkach dane zapisywane z rejestrów do pamięci nie są więcej używane i dlatego nie ma potrzeby, aby zapisywać je w pamięci podręcznej (oraz marnować przy okazji jej ograniczone zasoby).
W SSE wprowadzono trzy rozkazy pozwalające przesłać dane do pamięci z pominięciem pamięci podręcznej:
1. MOVNTQ – zapis zawartości rejestru MMX
2. MOVNTPS – zapis zawartości rejestru SSE
3. MASKMOVQ – zapis wybranych bajtów z rejestru MMX

W przypadku innych przesłań do pamięci, procesor może zakładać, że wszystkie zapisy do pamięci są tymczasowe (ang. temporal) i w ogóle nie uaktualniać zawartości pamięci głównej. Za pomocą rozkazu SFENCE wymusza się synchronizację – patrz bariera pamięci.

## 64-bitowe rozkazy całkowitoliczbowe
Operandami dodatkowych rozkazów całkowitoliczbowych są tylko rejestry MMX; w SSE2 pojawiła się już możliwość wykorzystania również rejestrów SSE.
Rozkazy:
- PAVGB, PAVGW – średnia bajtów/słów bez znaku (tutaj: słowo ma 16-bitów)
- PMAXUB, PMINUB – wybranie bajtów bez znaku o maksymalnej/minimalnej wartości
- PMAXSW, PMINSW – wybranie słów ze znakiem o maksymalnej/minimalnej wartości
- PMOVMSKB – utworzenie maski bitowej z najstarszych bitów wszystkich bajtów
- PMULHUW – starsze słowo z wyniku mnożenia słów bez znaku
- PSADBW – suma modułów różnicy bajtów (tj. {\displaystyle \sum _{i=0}^{7}|a_{i}-b_{i}|,} czyli odległość w metryce manhattan)
- PEXTRW, PINSRW – pobranie/wstawienie dowolnego słowa wektora
- PSHUFW – rozmieszczenie słów w wektorze

## Rozszerzenia SSE
Kolejne rozszerzenia do zestawu instrukcji SSE:
- SSE2 – 2000 rok (wprowadzone przez firmę Intel):
  - wprowadzenie działań wektorowych i skalarnych na liczbach zmiennoprzecinkowych podwójnej precyzji,
  - umożliwienie wykonywania działań całkowitoliczbowych na 128-bitowych rejestrach XMM,
  - większa kontrola nad pamięcią podręczną.
- SSE3 – 2004 rok (Intel):
  - dodatkowe rozkazy wektorowe działające na liczbach zmiennoprzecinkowych pojedynczej i podwójnej precyzji,
  - sprzętowe wspomaganie synchronizacji wątków.
- SSSE3 – 2006 rok (Intel):
  - dodatkowe rozkazy wektorowe działające na liczbach całkowitych,
  - rozkaz umożliwiający wyznaczenie zadanej permutacji bajtów w rejestrze XMM.
- SSE4 – 2007 rok (Intel):
  - dodatkowe rozkazy wektorowe działające zarówno na liczbach całkowitych jak zmiennoprzecinkowych,
  - rozkazy wektorowe wspomagające kompresję wideo,
  - rozkazy wektorowe wykonujące działania na łańcuchach znaków,
  - rozkaz wyznaczający sumę CRC-32.
- SSE5 – 2009 rok (AMD):
  - dodatkowe rozkazy wektorowe działające zarówno na liczbach całkowitych jak zmiennoprzecinkowych,
  - wprowadzenie rozkazów trój- i czteroargumentowych, w który jeden z argumentów jest docelowy (rozwiązanie z architektury RISC) – dotychczas rozkazy były 2-argumentowe, z czego jeden był równocześnie docelowy i jeśli jego wartość była potrzebna w dalszej części obliczeń, należało go zapamiętać – w rozkazach 3- i 4-argumentowych takiego problemu nie ma,
  - rozkazy 4-argumentowe pozwalają akumulować wyniki mnożenia według schematu {\displaystyle w=\pm z+(\pm x\cdot y).}
- Advanced Vector Extensions – 2010 rok (Intel):
  - dodanie nowych, 256-bitowych rejestrów: część istniejących rozkazów SSE, SSE2, SSE3 i SSSE3, głównie zmiennoprzecinkowych może wykonywać działania na tych rejestrach,
  - kilka rozkazów wektorowych działających wyłącznie na 256-bitowych rejestrach,
  - część istniejących rozkazów może być wykonywana wariantach 3-argumentowych (jak w SSE5),
  - rozkazy 4-argumentowe pozwalają akumulować wyniki mnożenia na liczbach zmiennoprzecinkowych według schematu {\displaystyle w=\pm z+(\pm x\cdot y),}
  - zwiększono z 8 do 32 liczbę relacji, które można sprawdzić rozkazami porównania (CMPPS, CMPPD),
  - sprzętowe wsparcie szyfrowania AES.